# Pantolytomyia taurangi
Pantolytomyia taurangi är en stekelart som beskrevs av Naumann 1988. Pantolytomyia taurangi ingår i släktet Pantolytomyia och familjen hyllhornsteklar. Inga underarter finns listade i Catalogue of Life.